# 庫拉莫里區
庫拉莫里區（西班牙語：Distrito de Cura Mori），是秘魯的一個區，位於該國西北部皮烏拉大區的皮烏拉省，始建於1965年2月19日，面積197.65平方公里，海拔高度27米，2005年人口16,545，人口密度每平方公里84人。